# Сала, Джордж Огастес Генри
Джордж Огастес Генри Сала (англ. George Augustus Sala; 24 ноября 1828, Лондон — 8 декабря 1895, Брайтон) — британский писатель

, журналист, издатель.

## Биография
С раннего возраста попробовал себя в писательстве, в 1851 году привлёк внимание Чарльза Диккенса, который публиковал его статьи и рассказы «Gas-light and day-light» и «Twice round the clock» в «Домашних словах» («Household Words») и впоследствии в «Весь год» (All the Year Round), в 1856 году Диккенс отправил его в Россию в качестве специального корреспондента. В 1860—1886 годах сотрудничал с «The Illustrated London News». В 1860—1863 годах редактировал газету «Temple Bar».
В 1863 г. был корреспондентом «Daily Telegraph» в Америке, затем в Алжире и Марокко, на театре военных действий во Франции, в Италии, Испании, России, Австралии. Познакомился с драматургом Эдмундом Ходжсоном Йейтсом
Автор множества произведений художественной литературы, книг-путешествий и эссе, статей, литературы ужасов, его имя дошло до потомков как, возможно, самый популярный и самый многословный из газетчиков того периода.

## Избранная библиография
- «Му diary in America in the midst of war» (1865),
- «A trip to Barbary by a roundabout route» (1865),
- «Rome and Venice» (1869),
- «Paris herself again 1878—1879» (1879, 9 изд., 1887),
- «America revisited» (1882),
- «Living London» (1883),
- «Echoes of the year» (1884),
- «Journey due South» (1885),
- «Things I have seen and people I have known» (1894),
- несколько биографий («William Hogarth», 1866; «Essay on Charles Lamb», 1868. «Charles Dickens», 1870)
- автобиография «Life and adventures», 1895).

Из «Лондонских сцен» автора переведен на русский язык очерк «Газовый свет и дневной свет» («Отечественные записки», 1869 г., № 1).